# Derek Mayer
Derek Christopher Mayer, född 21 maj 1967 i Rossland i British Columbia, är en kanadensisk före detta ishockeyspelare.
Mayer blev olympisk silvermedaljör i ishockey vid vinterspelen 1994 i Lillehammer.